# Vadd
Vadd är ett voluminöst material av fibrer eller fibertussar som endast hålls samman av sin egen vidhäftningsförmåga, d.v.s. utan behandling för att hållas samman.
Vadd består av naturmaterial eller syntetfibrer. Exempel på användningsområden:
- fyllnadsmaterial i kuddar, madrasser och dynor av olika slag
- skydd vid förpackning av bräckliga föremål
- inom sjukvården för uppsugning vid blödningar och liknande (bomullsvadd)
- klädesplagg är ibland vadderade på särskilda ställen där det enkla tyget kan förväntas inte skydda kroppen tillräckligt mycket, till exempel kan arbetsbyxor vara vadderade över knäna

Materialet är en biprodukt vid till exempel spinning, eller från produktion av fiberduk, filtvaror eller kviltvaror.